# Comuna de Słońsk
Słońsk (polaco: Gmina Słońsk) é uma gminy (comuna) na Polónia, na voivodia da Lubúsquia e no condado de Sulęciński. A sede do condado é a cidade de Słońsk.
De acordo com os censos de 2004, a comuna tem 4771 habitantes, com uma densidade 30 hab/km².

## Área
Estende-se por uma área de 158,86 km², incluindo:
- área agrícola: 40%
- área florestal: 22%

## Demografia
Dados de 30 de Junho 2004:
|                      | Total   | Total | Mulheres | Mulheres | Homens  | Homens |
| -------------------- | ------- | ----- | -------- | -------- | ------- | ------ |
|                      | pessoas | %     | pessoas  | %        | pessoas | %      |
| População            | 4771    | 100   | 2388     | 50,1     | 2383    | 49,9   |
| Densidade (pop./km²) | 30      | 100   | 15       | 15       | 15      | 15     |

De acordo com dados de 2002, o rendimento médio per capita ascendia a 1804,02 zł.

## Subdivisões
- Budzigniew, Chartów, Głuchowo, Grodzisk, Jamno, Lemierzyce, Lubomierzycko, Ownice, Polne, Przyborów, Słońsk.

## Comunas vizinhas
- Górzyca, Kostrzyn nad Odrą, Krzeszyce, Ośno Lubuskie, Witnica